# Stadtwerke Rüsselsheim

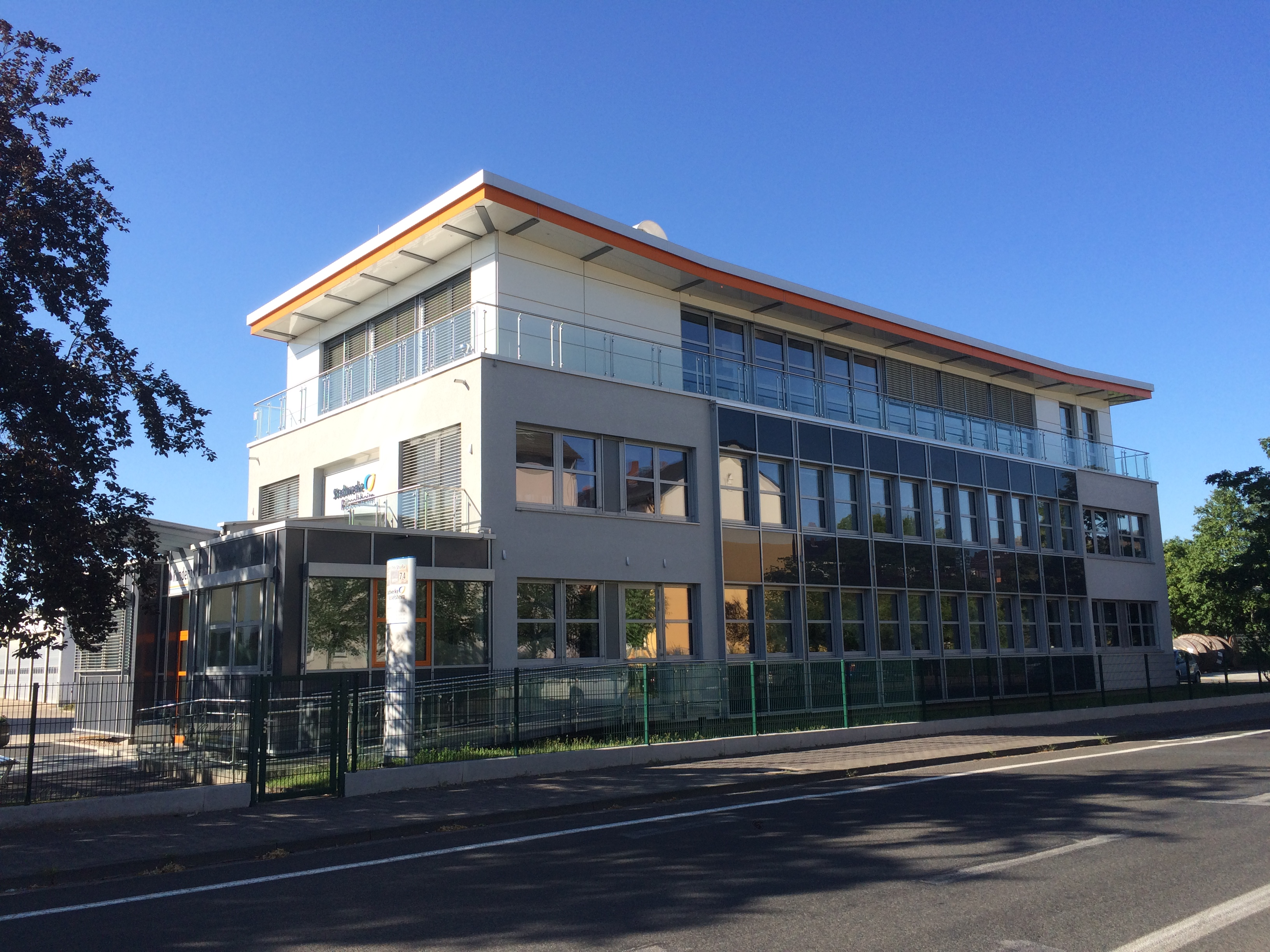
Stadtwerke Rüsselsheim (2015)

Die Stadtwerke Rüsselsheim GmbH ist ein kommunales Versorgungsunternehmen, das der Stadt Rüsselsheim am Main gehört. Es versorgt Menschen in Rüsselsheim und der Region mit Gas und Strom und bietet verschiedene Energiedienstleistungen an. In Rüsselsheim sorgen die Stadtwerke außerdem für Glasfaser und Telekommunikationsdienste. Auch für die Wasserversorgung, die Straßenbeleuchtung sowie die Verteilnetze für Gas, Wasser, Strom  sind sie hier zuständig. Mit einem weit verzweigten Busliniennetz gewährleisten sie den öffentlichen Personennahverkehr in alle Stadtteile und in die Nachbarstadt Flörsheim. Die Stadtwerke Rüsselsheim GmbH ist eine Holding und hat fünf hundertprozentige Tochtergesellschaften: Energieversorgung Rüsselsheim GmbH, Wasserversorgung Rüsselsheim GmbH, Energieservice Rhein-Main GmbH, Glasfaser SWR GmbH und Kommunalservice Rüsselsheim GmbH. 2024 betrug die Jahresleistung des Unternehmens 97 Millionen Euro und die Bilanzsumme 137 Millionen Euro.

## ÖPNV
Mit ihrem Busliniennetz führen die Stadtwerke Rüsselsheim den öffentlichen Personennahverkehr im Auftrag der Stadt Rüsselsheim in allen Stadtteilen sowie in die Nachbarstadt Flörsheim durch. Der ÖPNV in Rüsselsheim ist Bestandteil des Rhein-Main-Verkehrsverbund (RMV).
Täglich werden durchschnittlich 16.000 Fahrgäste mit neun Buslinien und zwei Spät-Linien, welche nachts betrieben werden, befördert. Der Großteil der Busse fährt mit Erdgas.
Folgende Buslinien werden von den Stadtwerken Rüsselsheim betrieben:
- Linie 1: Rüsselsheim – Flörsheim
- Linie 6: Böllenseesiedlung – Bauschheim
- Linie 11: Klinikum – Hasengrund
- Linie 31: Eichengrund – Klinikum
- Linie 32: Klinikum – Eichengrund
- Linie 41: Königstädten Rathausstraße – Königstädten Astheimer Straße
- Linie 42: Königstädten Astheimer Straße – Königstädten Rathausstraße
- Linie 51: Haßloch Nord – Haßloch – Dicker Busch
- Linie 52: Dicker Busch – Haßloch – Haßloch Nord
- Spätlinie 70: Haßloch Nord – Haßloch – Dicker Busch – Königstädten
- Spätlinie 71: Klinikum – Böllenseesiedlung – Bauschheim

## Gas, Wasser und Strom
Die Stadtwerke Rüsselsheim versorgen die Stadt seit 1926 mit Gas, seit 2011 sind sie auch Stromversorger in Rüsselsheim. Die Stadtwerke Rüsselsheim sind bei der Gas- und der Stromversorgung der Grundversorger für Rüsselsheim am Main. Seit 2014 liefern sie Strom und Gas auch in Städte und Gemeinden im Rhein-Main-Gebiet. Die Stadtwerke Rüsselsheim beziehen ihr Wasser von den Mainzer Stadtwerken und der Hessenwasser GmbH & Co. KG.

## Telekommunikation
Die Stadtverordnetenversammlung hat die Stadtwerke mit dem flächendeckenden Bau und der Unterhaltung einer Glasfaserinfrastruktur für das Stadtgebiet Rüsselsheim inklusive Stadtteile Königstädten und Bauschheim beauftragt. Hierfür wurde mit der Glasfaser SWR GmbH eine hundertprozentige Tochtergesellschaft der Stadtwerke gegründet.
Zudem bietet die Glasfaser SWR GmbH auch Vertriebsdienste über das Glasfasernetz an, insbesondere für Internet, Fernsehen und Telefon.

## Energiedienstleistungen
Die Stadtwerke haben mit Beschluss der Stadtverordneten vom 28. August 2008 den Betrieb des Stromnetzes und der Straßenbeleuchtung übertragen bekommen. Bis dahin nahm die EnergieNetze Rhein-Main GmbH (vormals Überlandwerk Groß-Gerau) diese Aufgaben wahr. Da der Konzessionsvertrag auslief, nutzten die Politiker die Möglichkeit, diese beiden Bereiche in kommunale Hand zu übertragen. Die Stadtwerke waren schon zuvor als Energiedienstleister tätig. Sie betreiben lokale Nahwärmeversorgungsnetze und nutzen auch Biomasse. Außerdem erfolgt die Betriebsführung bestehender Heizanlagen bis zur Übernahme der Energieversorgung (Contracting) inklusive Finanzierung und Abrechnung. Die Stadtwerke bieten eine Erst-Beratung zum Energieeinsatz an und stellen den Energieausweis für Immobilien aus. Weitere Dienstleistungen wie Zum Beispiel Lichtcontracting, Energieaudit und Energiecontrollingsysteme werden zusätzlich angeboten.

## Geschichte
Am 26. November 1926 erfolgte der Abschluss eines Gaslieferungsvertrags zwischen Rüsselsheim und Überlandwerk Mainz, ab Dezember 1926 begann eine Versorgung der Stadt mit Gas. Am 5. März 1929 war der Beginn der Wasserversorgung und Wasserversorgungsvertrag mit der Stadt Mainz: Gegenstand des Vertrags ist die Lieferung von Wasser durch die Stadt Mainz an die Gemeinde Rüsselsheim aufgrund des Vertrags zwischen dem Kreis Groß-Gerau und der Stadt Mainz vom 25. September 1909.
Am 20. August 1936 wurde eine Getrennte Buch- und Rechnungslegung vom Kreisamt Groß-Gerau genehmigt in Vorbereitung auf die Stadtwerke, aber noch nicht unter diesem Namen. 1938 erfolgte die Eröffnung des Opel-Schwimmbads, es wurde geschlossen zur Saison 2001, letzter Badetag war am 31. August 2000.
Aufgrund der vom Gesetzgeber vorgegebenen Eigenbetriebsverordnung aus dem Jahr 1938 wurde auch die Gas- und Wasserversorgung in Rüsselsheim in einen Eigenbetrieb mit eigenem Finanzplan überführt. Mit Inkrafttreten der Verordnung am 1. Januar 1939 wurden die beiden Wirtschaftsbetriebe in „Stadtwerke Rüsselsheim“ zusammengeführt. Die dazugehörige Satzung wurde jedoch erst im September 1954 verabschiedet, was auch auf den Zweiten Weltkrieg zurückzuführen sein dürfte. Am 1. März 1951 war die Eröffnung des Stadtomnibus-Verkehrs. Mit der Friedrich Ebert Schule wurde 1951/1952 ein Volksbad erbaut, das auch die Schüler nutzen, es wurde 1967 geschlossen. Am 11. Oktober 1954 gab es eine Erste Satzung des Eigenbetriebes. Das Gas- und Wasserwerk, der Verkehrsbetrieb, das Schwimmbad und das städtische Bad in der Friedrich-Ebert-Schule wurden als organisatorischer, verwaltungsmäßiger und finanzwirtschaftlicher Eigenbetrieb geführt.
Am 30. Dezember 1960 wurde die Satzung vom 16. Juni 1957 außer Kraft gesetzt, bzw. in neuer Fassung verabschiedet; die Schwimmbäder waren nicht mehr Bestandteil des Eigenbetriebs. Die Stadtwerke wurden zum 1. Januar 2001 vom Eigenbetrieb zur GmbH, zugleich wurden die Tochtergesellschaften Wasserversorgung Rüsselsheim GmbH und Gasversorgung Rüsselsheim GmbH gegründet. Die Stadtwerke beteiligten sich an der Gründung der Mobilbus GmbH, die von den Riedwerken und privaten Omnibusunternehmen zur Anstellung von Busfahrern gegründet wurde. Die privaten Unternehmen verkauften ihre Anteile später wieder.
Am 1. Dezember 2008 war die Übernahme der Elektrizitätsverteilung im Stromnetz; ein Jahr später folgte die Übernahme der Straßenbeleuchtung und Gründung der Stadtlicht Rhein-Main GmbH. Am 1. Januar 2010 gab es eine Veränderung im Handelsregister; die Gasversorgung Rüsselsheim GmbH wurde zur Energieversorgung Rüsselsheim GmbH (dazu gehören Gas und Strom), Stadtlicht Rhein-Main GmbH wurde zur Energieservice Rhein-Main GmbH (Straßenbeleuchtung, Contracting von Großanlagen zur Wärme- und Kälteversorgung).
Die Stadtwerke kauften am 1. April 2010 die Anteile der Riedwerke an der Mobilbus GmbH. Es kam zur Umwandlung in die Kommunalservice Rüsselsheim GmbH als hundertprozentige Tochter der Stadtwerke Rüsselsheim GmbH. Gegenstand des Unternehmens ist das Bereitstellen von Personaldienstleistungen, schwerpunktmäßig für den öffentlichen Personennahverkehr.
Die Stadtwerke wurden in Rüsselsheim im März 2011 auch Stromanbieter. Die Glasfaser SWR GmbH wurde 2013 als hundertprozentige Tochter der Stadtwerke Rüsselsheim GmbH gegründet. Gegenstand des Unternehmens ist der flächendeckende Bau und die Unterhaltung einer Glasfaserinfrastruktur für das Stadtgebiet Rüsselsheim inklusive Stadtteile Königstädten und Bauschheim. Zudem bietet die Glasfaser SWR GmbH auch Vertriebsdienste über das Glasfasernetz an, insbesondere für Internet, Fernsehen, Telefon und die City Cloud Rüsselsheim.
Seit 2014 treten die Stadtwerke Rüsselsheim auch als Gas- und Stromanbieter in der Region auf. Seit 2019 sind die Stadtwerke Rüsselsheim nach dem Gas nun auch beim Strom der Grundversorger für Rüsselsheim am Main.